# 蒙氏異鱗石首魚
蒙氏異鱗石首魚為輻鰭魚綱鱸形目鱸亞目石首魚科的其中一種，分布南美洲秘魯及巴西的亞馬遜河流域，體長可達28.4公分，棲息在溪流，屬肉食性。